# Еліран Данін
Еліран Данін (івр. אלירן דנין, нар. 29 березня 1984, Нетанья) — ізраїльський футболіст, що грав на позиції захисника.
Виступав, зокрема, за клуби «Бейтар» (Єрусалим), «Маккабі» (Хайфа) та «Хапоель» (Тель-Авів), а також національну збірну Ізраїлю.

## Клубна кар'єра
Народився 29 березня 1984 року в місті Нетанья. Вихованець футбольної школи клубу «Бейтар Нес Тубрук».
У дорослому футболі дебютував 2003 року виступами за команду «Бейтар» (Єрусалим), в якій провів три сезони, взявши участь у 51 матчі чемпіонату, після чоговиступав на правах оренди по сезону за клуби «Хапоель» (Кфар-Сава) та «Маккабі» (Хайфа).
Перед сезоном 2008/2009 Данін знову повернувся в «Бейтар» (Єрусалим) і незабаром отримав стабільне місце в основі після від'їзду за кордон захисника команди Йоава Зіва і в кінці того розіграшу виграв Кубок Ізраїлю після того, як «Бейтар» зумів перемогти чемпіона «Маккабі» (Хайфа) у фіналі з рахунком 2:1, хоча сам Данін був вилучений під час тієї гри. Наступного року Данін виграв з клубом ще один трофей, Кубок Тото, але цього разу у фіналі проти «Хапоеля» (Раанана) залишився на лаві запасних. Загалом за «Бейтар» Данін провів понад 100 ігор в усіх турнірах.
У сезоні 2010/11 Данін виступав за «Маккабі» (Петах-Тіква), після чого перейшов до «Хапоеля» (Акко), де грав у наступному сезоні 2011/12.
12 серпня 2012 року Данін підписав контракт з «Хапоелем» (Тель-Авів) на один сезон. 18 серпня він дебютував у новій команді, вийшовши на заміну в грі Кубка Тото проти «Бней-Єгуди», але основним гравцем не був, програючи конкуренцію на позиції лівого захисника Ігалю Антебі та Шимону Харушу, тому 2 серпня 2013 року повернувся в «Хапоеля» (Акко) і з ним новийпідписав дворічний контракт. Втім після повернення Данін вже не мав статусу основного гравця і в сезоні 2013/14 взяв участь лише в шести іграх у всіх турнірах за клуб.
18 листопада 2012 року уклав контракт з клубом третього дивізіону «Хапоель» (Ашкелон), у складі якого провів наступний рік своєї кар'єри гравця і допоміг йому підвищитись у класі, після чого два роки грав за команду другого дивізіону «Хапоель» (Афула).
Завершив ігрову кар'єру у команді «Хапоель Марморек», за яку виступав протягом 2017—2018 років.

## Виступи за збірні
2003 року дебютував у складі юнацької збірної Ізраїлю (U-19), загалом на юнацькому рівні взяв участь у 3 іграх, відзначившись одним забитим голом.
Протягом 2004–2007 років залучався до складу молодіжної збірної Ізраїлю, разом з якою був учасником дебютного для неї молодіжного чемпіонату Європи 2007 року в Нідерландах, де ізраїльтяни програли всі три матчі, не забили жодного голу і стали найгіршою командою турніру. Всього на молодіжному рівні зіграв у 19 офіційних матчах.
30 травня 2010 року провів свій єдиний матч у складі національної збірної Ізраїлю, вийшовши на заміну на 52 хвилині замість Клемі Сабана в товариській грі проти збірної Чилі (0:3).

## Статистика виступів

### Статистика виступів за збірну
| Дата      | Місто       | Господарі | Результат | Гості   | Турнір           | Голи | Примітки |
| --------- | ----------- | --------- | --------- | ------- | ---------------- | ---- | -------- |
| 30-5-2010 | Консепсьйон | Чилі      | 3 – 0     | Ізраїль | товариський матч | -    | 52'      |
| Усього    |             | Матчів    | 1         |         | Голів            | 0    |          |

## Титули і досягнення
- Володар Кубка Ізраїлю (1):

«Бейтар» (Єрусалим): 2008/09
- Володар Кубка Тото (2):

«Маккабі» (Хайфа): 2007/08
«Бейтар» (Єрусалим): 2009/10